# Keskinen (sjö i Suomussalmi, Kajanaland, Finland)
Keskinen eller Keskisenjärvi är en sjö i Finland. Den ligger i kommunen Suomussalmi i landskapet Kajanaland, i den centrala delen av landet, 500 km nordost om huvudstaden Helsingfors. Keskinen ligger 205,6 meter över havet. Arean är 1,89 kvadratkilometer och strandlinjen är 6,79 kilometer lång. Sjön  ingår i Uleälvens huvudavrinningsområde.   
I övrigt finns följande i Keskinen:
- Helansaari (en ö)